# Estanys de Tristaina
Estanys de Tristaina är sjöar i Andorra. De ligger i parroquian Andorra la Vella, i den nordvästra delen av landet nära gränsen till Frankrike. Estanys de Tristaina ligger 2 303 meter över havet. Den högsta punkten i närheten är Pic de Tristaina, 2 813 meter över havet, 1,3 kilometer norr om Estanys de Tristaina.
I trakten runt Estanys de Tristaina förekommer i huvudsak kala bergstoppar och gräsmarker.